# طباعة شمسية

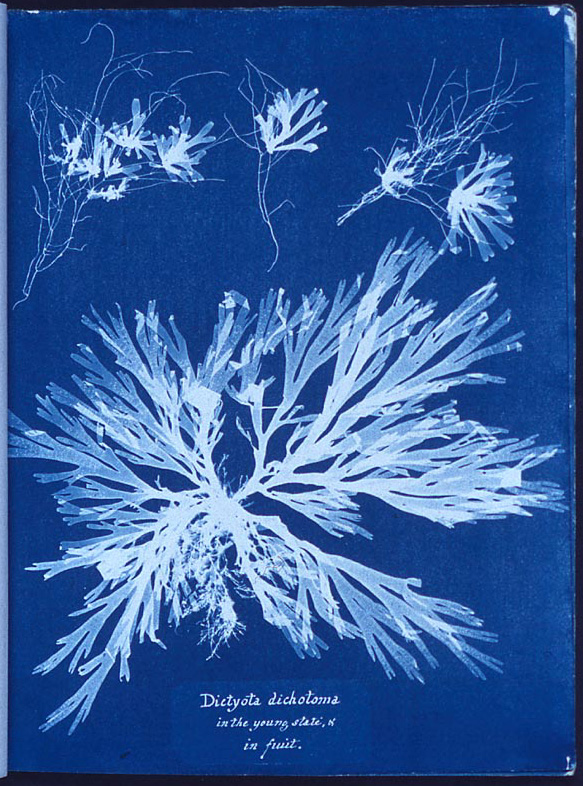
طباعة شمسية.

الطباعة الشمسية (بالإنجليزية:Sun printing) هي إحدى تقنيات الطباعة المختلفة حيث تستخدم ضوء الشمس كعامل موضح للتفاصيل أو مركز.